# Parun Fossa
La Parun Fossa è una struttura geologica della superficie di Rea.